# Marselisborg gymnasium
Marselisborg gymnasium är ett gymnasium i Århus, Danmark. Den grundades 1898 som "Marselisborg Kostskole og lærde Skole" på initiativ av Olaf Gudme. på Marselisborg herrgård. En del av herrgårdens lokaler gjordes om för skoländamål. Skolan drevs ursprungligen privat, men hade dålig ekonomi. En föräldragrupp tog 1908 över driften från Gudme. Men då ekonomin inte blev bättre tog Århus kommun 1915 över driften. I samband med detta bytte skolan namn till Marselisborg Skole – Aarhus kommunale gymnasieskole. Skolan byggdes ut vid flera tillfällen, bland annat 1943 och under 1950-talet. Den togs 1973 över av Århus amt.
Skolan är numera, som nästan alla gymnasium i Danmark, självägande.
Till de som gått på skolan hör bland annat fotbollsspelaren Nadia Nadim och politikern Nicolai Wammen.